# Bristow (Nebraska)
Bristow é uma vila localizada no estado americano de Nebraska, no Condado de Boyd.

## Demografia
Segundo o censo americano de 2000, a sua população era de 88 habitantes. 
Em 2006, foi estimada uma população de 79, um decréscimo de 9 (-10.2%).

## Geografia
De acordo com o United States Census Bureau, a localidade tem uma área de 0,5 km², sem área coberta por água. Bristow localiza-se a aproximadamente 449 m acima do nível do mar.

## Localidades na vizinhança
O diagrama seguinte representa as localidades num raio de 24 km ao redor de Bristow. 